# Plessurské Alpy

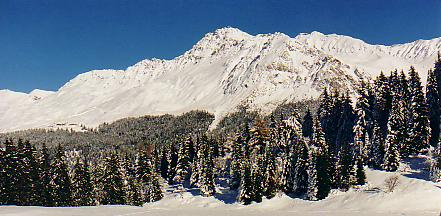
Parpaner Rothorn

Plessurské Alpy jsou pohoří geograficky náležící do Východních Alp, ležící ve Švýcarsku v kantonu Graubünden. Přímo v centru hor se nalézá jedno z nejvýznamnějších zimních středisek Švýcarska – Arosa. Nejvyšším vrcholem je Aroser Rothorn (2965 m).

## Poloha
Plessurské Alpy se nacházejí východně od hlavního města kantonu Graubünden Churu. Zaujímají plochu 900 km². Na západě je od Glarnských Alp dělí tok řeky Rýn, na severu tvoří hranici mezi Plessurskými Alpami a skupinou Rätikon dolina Prättigau. Jižní hranici pohoří tvoří spojnice letovisek Thusis – Tiefencastel – Davos – Klosters. Nejkratší hranici má pohoří s vyšším masivem Silvretta na jihu.

## Členění
Pohoří se dle jednotlivých masivů rozděluje na několik menších částí, které jsou většinou zastoupeny pouze jednotlivými vrcholy nebo jejich nejbližším okolím.

### Nejvýznamnější vrcholy
- Aroser Rothorn (2980 m)
- Erzhorn (2924 m)
- Lenzerhorn (2906 m)
- Parpaner Rothorn (2861 m)
- Wiessfluh (2844 m)
- Aroser Weisshorn (2653 m)
- Stätzerhorn (2574 m)
- Hochwang (2533 m)
- Strela (2350 m)